# 自由俱乐部
自由球會(西班牙語：Club Libertad)，或譯利伯泰迪會，巴拉圭亚松森市的一个足球隊。成立於1905年。該球會足球隊現參加巴拉圭足球甲級聯賽。香港譯作「自由隊」，中國大陸及其他地區一般稱「亞松森自由」以別於其他以「自由」為名的球隊。隊名Libertad在西班牙語中意為「自由」。

## 荣誉
- 巴拉圭足球甲级联赛
  - 冠军: 2003, 2006, 2007, 2010 (秋季), 2012 秋季, 2014 春季 2014 秋季, 2016 春季
- 巴拉圭足球乙级联赛
  - 冠军: 2000